# Britannia superior

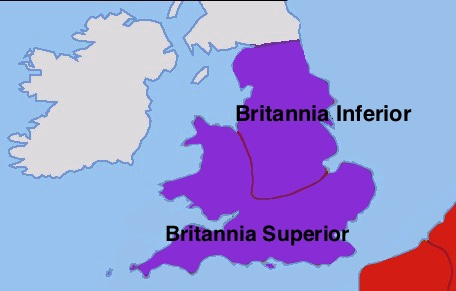
Das römische Britannien im 3. Jahrhundert

Britannia Superior war eine römische Provinz auf dem Gebiet des heutigen Großbritannien und umfasste den südlichen Teil der Insel. Die römische Provinz Britannia Superior entstand im späten 2. oder frühen 3. Jahrhundert durch die Teilung der Provinz Britannia in Britannia Superior und Britannia Inferior.

## Historischer Hintergrund
Die Insel Britannien wurde nach einem ersten fehlgeschlagenen Versuch unter Caesar schließlich durch Kaiser Claudius und seine Nachfolger erobert und zur Provinz Britannia des römischen Reichs gemacht worden. Das Gebiet der Provinz Britannia umfasste etwa das heutige England und Wales. Dabei unterschieden sich die Lowlands im Süden und Osten deutlich vom bergigen Norden und Westen: Während die Berglandregionen im Norden und Westen des heutigen Englands militärisch besetzten Gebieten mit römischen Garnisonen in einer ihnen feindlich gesonnenen Umgebung glichen, war der Süden und Osten soweit romanisiert, dass sich unter den keltischen Einwohnern Britanniens römische Lebensart und Kultur ausgebreitet hatten. Mit Londinium (dem heutigen London) hatte der Süden auch ein bedeutendes Verwaltungs- und Handelszentrum. An der Spitze der Provinz Britannia stand ein römischer Statthalter, unter dessen Oberbefehl auch die dort stationierten römischen Legionen standen.
Im 2. Jahrhundert entstand nach der Ermordung des römischen Kaisers Commodus und darauf seines Nachfolgers Pertinax im römischen Reich ein Machtvakuum, in dem unter anderem der britannische Statthalter Clodius Albinus mit Septimius Severus um die Position des römischen Kaisers konkurrierte. Nachdem Severus und Clodinus Albinus zunächst sich einigten und Clodinus Albinus als Caesar unter Septimius Severus als Augustus stand, brach schließlich 196 ein offener Konflikt zwischen beiden aus, aus dem Severus 197 siegreich hervorging. Diese Vorgänge waren offenbar der Anlass, die Provinz Britannien in Britannia Superior und Britannia Inferior zu teilen. Damit standen nun nicht mehr drei Legionen unter dem Kommando eines einzigen Statthalters, so dass dieser über weniger militärische Macht verfügte als Clodinus Albinus und weniger wahrscheinlich nach der Macht in Rom greifen dürfte.

## Umfang, Entstehung und weitere Entwicklung
Die heutige historische Forschung denkt, dass Britannia Superior den Süden Englands einschließlich Wales sowie die heutige Region East Anglia umfasste, mit Legionslagern in Deva (das heutige Chester) und Isca Silurum (das heutige Caerleon). Londinium (das heutige London)
Ob Kaiser Septimius Severus oder sein Sohn und Nachfolger Caracalla für die Teilung der Provinz verantwortlich war, ist nicht eindeutig geklärt. Laut dem griechischen Geschichtsschreiber Herodian hat Septimius Severus die Teilung veranlasst. Heutige Historiker schließen aus Herodians Schrift, dass die Teilung im Jahr 197 stattfand. Die beiden neuen Provinzen sind auch durch Inschriften belegt, die älteste dieser Inschriften stammt jedoch aus der Zeit nach Severus’ Tod.
Bis heute überlieferte Inschriften bezeugen, dass Britannia Superior von einem kaiserlichen Legat in konsularischem Rang verwaltet wurde. Mit diesem Rang hatte der Statthalter von Britannia Superior einen höheren Rang als sein Kollege in Britannia Inferior, der lediglich den Rang eines Prätors hatte. Dies spiegelt auch die größere Bedeutung von Britannia Superior wider. Zu den heute bekannten Statthaltern von Britannia Superior zählen Geta Caesar, der das Amt bis 208 innehatte, möglicherweise Quintus Aradius Rufinus (um 220/225), C. Junius Faustinus Postumianus und T. Julius Pollienus Auspex.
Im 4. Jahrhundert n. Chr. wurde durch die Verwaltungsreform des Kaisers Diokletian die Provinz weiter aufgeteilt, wahrscheinlich zuerst in die Provinzen Britannia prima und Britannia Caesariensis, letztere etwas später in die Provinzen Maxima Caesariensis und Flavia Caesariensis.